# Otovice (przystanek kolejowy)
Otovice – przystanek kolejowy w miejscowości Otovicach, w kraju hradeckim, w Czechach. Znajduje się na wysokości 365 m n.p.m.
Jest zarządzany przez Správę železnic. Na przystanku nie ma możliwości zakupu biletów, a obsługa podróżnych odbywa się w pociągu, obecnie jednak nie prowadzi się tutaj regularnych przewozów pasażerskich.

## Linie kolejowe
- 026 Týniště nad Orlicí - Otovice zastávka